# Saarijärvi (sjö i Juga, Norra Karelen)
Saarijärvi är en sjö i kommunen Juga i landskapet Norra Karelen i Finland. Sjön ligger 116,4 meter över havet. Den är 16,9 meter djup. Arean är 56 hektar och strandlinjen är 7,48 kilometer lång. Sjön  ingår i Vuoksens huvudavrinningsområde.   Den ligger omkring 59 kilometer norr om Joensuu och omkring 410 kilometer nordöst om Helsingfors. 